# Atlantasellus dominicanus
Atlantasellus dominicanus är en kräftdjursart som beskrevs av Damià Jaume 200. Atlantasellus dominicanus ingår i släktet Atlantasellus och familjen Atlantasellidae. Inga underarter finns listade i Catalogue of Life.